# Steve Braun
Steve Braun (Winnipeg, 14 de agosto de 1976) é um ator de televisão e cinema canadense.
Atuou no filme the The Trip, sendo um dos personagens principais da trama e também como Jonesy em Wrong Turn 2: Dead End.

## Ligações Externas
- Steve Braun. no IMDb.